# Cymodusa oculator
Cymodusa oculator är en stekelart som beskrevs av Dbar 1985. Cymodusa oculator ingår i släktet Cymodusa och familjen brokparasitsteklar. Inga underarter finns listade i Catalogue of Life.